# Anabolia semenovi
Anabolia semenovi là một loài Trichoptera trong họ Limnephilidae. Chúng phân bố ở miền Cổ bắc.